# Pokémon: The Movie 2000
Pokémon: The Movie 2000 (劇場版ポケットモンスター 幻のポケモン ルギア爆誕, Gekijōban Poketto Monsutā Maboroshi no Pokémon Rugia Bakutan, lit. ‘Pokémon: La Pel·lícula: El Pokémon Fantasma, el Naixement explosiu de Lugia’) és la segona pel·lícula del anime Pokémon. Obtingué una recaptació global de 70 milions de dòlars.

## Repartiment
| Personatge      | Actor de veu (Japó) |
| --------------- | ------------------- |
| Ash Ketchum     | Rica Matsumoto      |
| Pikachu         | Ikue Ōtani          |
| Misty           | Mayumi Iizuka       |
| Tracey Sketchit | Tomokazu Seki       |
| Marill          | Mika Kanai          |
| Jessie          | Megumi Hayashibara  |
| James           | Shinichirō Miki     |
| Meowth          | Inuko Inuyama       |
| Lawrence III    | Takeshi Kaga        |
| Melody          | Akiko Hiramatsu     |
| Maren           | Kotono Mitsuishi    |
| Elder           | Chikao Ōtsuka       |
| Profesor Oak    | Unshou Ishizuka     |
| Narrador        | Unshou Ishizuka     |
| Delia Ketchum   | Masami Toyoshima    |
| Profesora Ivy   | Keiko Han           |
| Slowking        | Masatoshi Hamada    |
| Lugia           | Kōichi Yamadera     |